# Upington
Upington is een stad gelegen in de gemeente Dawid Kruiper in de Zuid-Afrikaanse provincie Noord-Kaap. Het is gelegen aan de oever van de Oranjerivier en is het bestuurlijke centrum van de gemeente Khara Hais. In de Zuid-Afrikaanse winter (Europese zomer) is het in Upington ongeveer 29 graden Celsius. Daarmee is ze de warmste stad van Zuid-Afrika. Upington ligt op een hoogte van 835 meter boven zeeniveau. Het is de dichtsbijzende stad bij de Augrabieswaterval, onbetwist de grootste van Zuid-Afrika's watervallen. Het landschap is erg droog maar de grond is vruchtbaar en de gewassen, zoals vruchten,groenten en tarwe, groeien in besproeide velden. Het gebied is het beste bekend om zijn druiven, rozijnen en wijnen van export kwaliteit, die gecultiveerd worden op de bevloeide velden gelegen aan de Oranjerivier. 

## Geschiedenis
Upington werd in 1871 gesticht als een kleine zendingspost door Ds. Christiaan Schröder. Hij heeft de zendingspost "Olijvenhoutsdrift" genoemd. In 1896 is het hernoemd naar "Upington" ter ere van Sir Thomas Upington, die van 1884 tot en met 1886 de eerste minister van de Kaapkolonie was. gebouwen van de zendingspost huisvesten nu het stadsmuseum, bekend onder de naam "Kalahari Oranje Museum". Het museum is ook het thuis van een standbeeld van een ezel, dit erkent de enorme bijdrage die dit dier heeft geleverd aan de ontwikkeling van de streek tijdens de ontginningsdagen in de 19e eeuw. In 1898 werd het stadje erkend als gemeente.

## Upington vandaag de dag

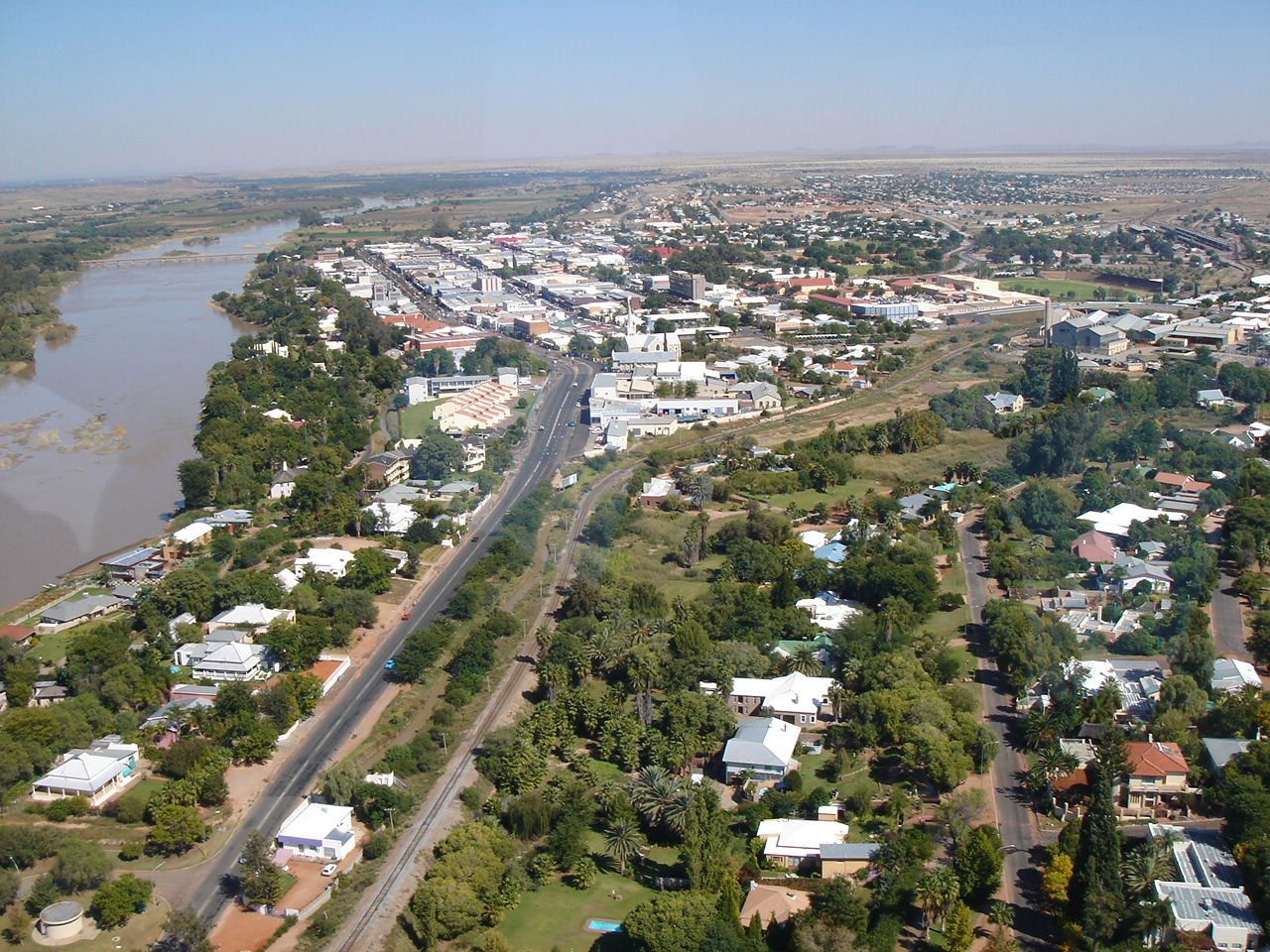
Luchtfoto van Upington

Vandaag de dag is Upington een stad met een geschatte 101 504 inwoners in 2008, de op een na grootste nederzetting in de provincie Noord-Kaap. Het dient als een belangrijk bestuurlijk en commercieel centrum van de provincie Noord-Kaap. Upington is gelegen in de Kalahariwoestijn, maar dankzij het water van de Oranjerivier is het een belangrijk landbouwcentrum. 
Upington's meest beroemde wijnen worden geproduceerd door een organisatie algemeen bekend onder de naam Orange River Wine Cellars (OWC). De organisatie heeft zes depots in het gebied (allen gelegen op de oever van de Oranjerivier) in Upington, Kanoneiland, Grootdrink, Kakamas, Keimoes and Groblershoop. De wijnen van OWC worden geëxporteerd, inter alia, naar Europa en de VS. Daarnaast is Upington een gewilde toeristenbestemming in het noordwesten van Zuid-Afrika.

## Verkeer en vervoer
De nationale wegen N10 en N14 kruisen elkaar in Upington. 
Upington heeft een moderne luchthaven (voorheen bekend als de Pierre van Ryneveld-luchthaven) met regelmatige vluchten verzorgd door SA Airlink (een dochteronderneming van Suid-Afrikaanse Lugdiens (Engels: South African Airways) De start/landingsbaan, 4.900 meter lang, is een van de langste in de wereld en de langste in Afrika. 

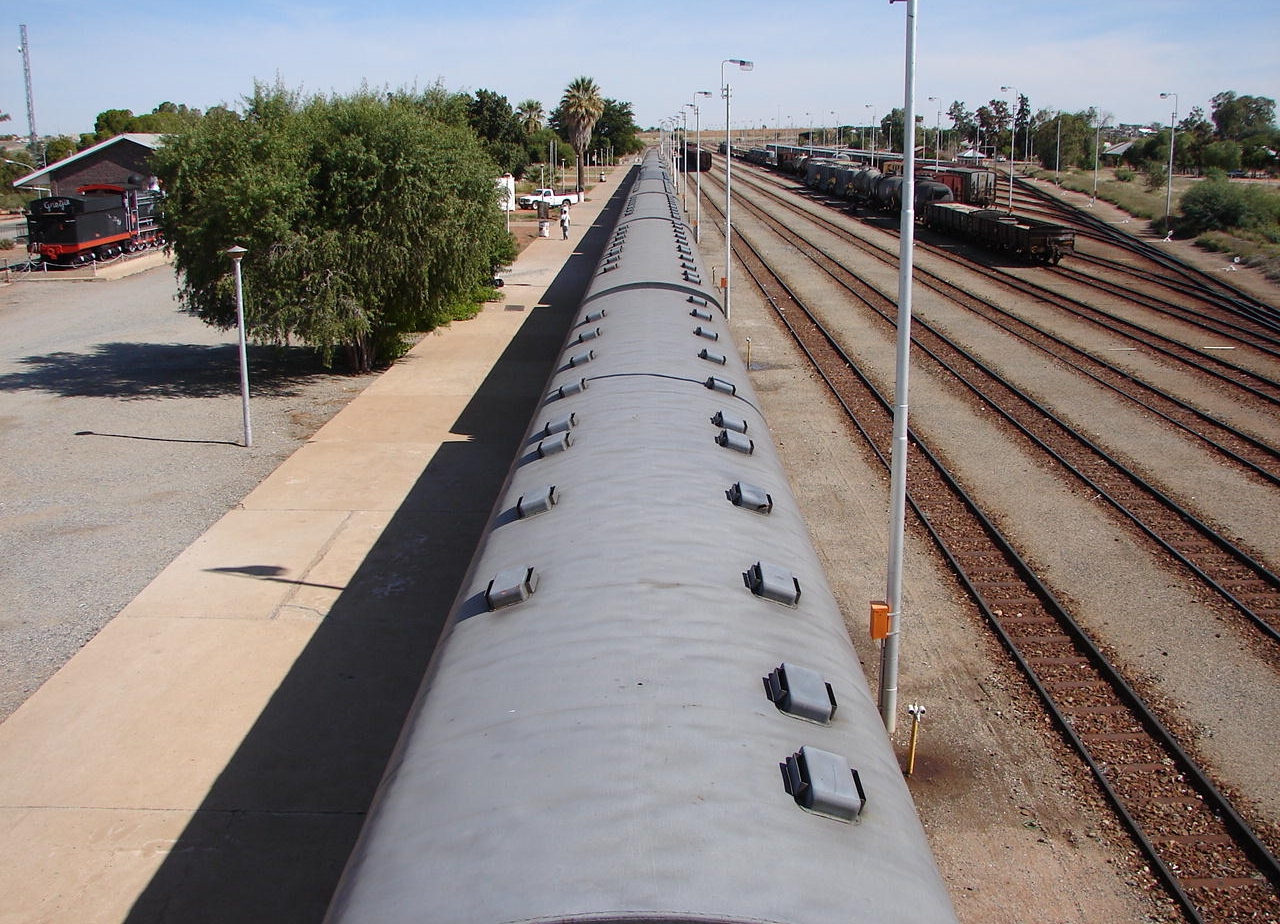
Passegierstrein in het station van Upington

De spoorverbinding tussen Zuid-Afrika en Namibië gaat door Upington. Tijdens de eerste helft van 20e eeuw was er een passagierstreindienst van Kaapstad naar Upington. Tot de jaren 1950 onderhield een smalspoorlijn  een dienst tussen Upington naar Kakamas en Keimoes, twee nabij gelegen dorpen. De treinen vervoerden passagiers en vracht, voornamelijk gedroogd fruit. De lijn naar Kakamas was in gebruik tot de druivenoogst van november 2010.

## Klimaat
De heetste maand van het jaar is januari, met een gemiddelde dagtemperaturen tussen de 20°C en 36°C, terwijl in de koelste maand, juli, de temperaturen zich bewegen tussen 4°C en 21°C. De droogste maand van het jaar, juli, kent een gemiddelde regenval van slecht 2 mm, terwijl de natste maand, maart, een gemiddelde regenval kent van 37 mm.

## Subplaatsen
Het nationaal instituut voor de statistiek, Stats SA, deelt sinds de census 2011 deze hoofdplaats in in 20 zogenaamde subplaatsen (sub place), waarvan de grootste zijn:
Louisvale • Progress • Rosedale Ext 1 • Vaalkroek.

## Bekende inwoners van Upington
- Alice Krige (1954), actrice
- Scotty Smith (1845-1919), bandiet, de Robin Hood van de Kalahari
- Sharleen Surtie-Richards (1955), actrice
- Ruben Cloete (1982), voetballer, speelde voor het grootste team van Zuid-Afrika: Orlando Pirates FC

## Fotogalerij

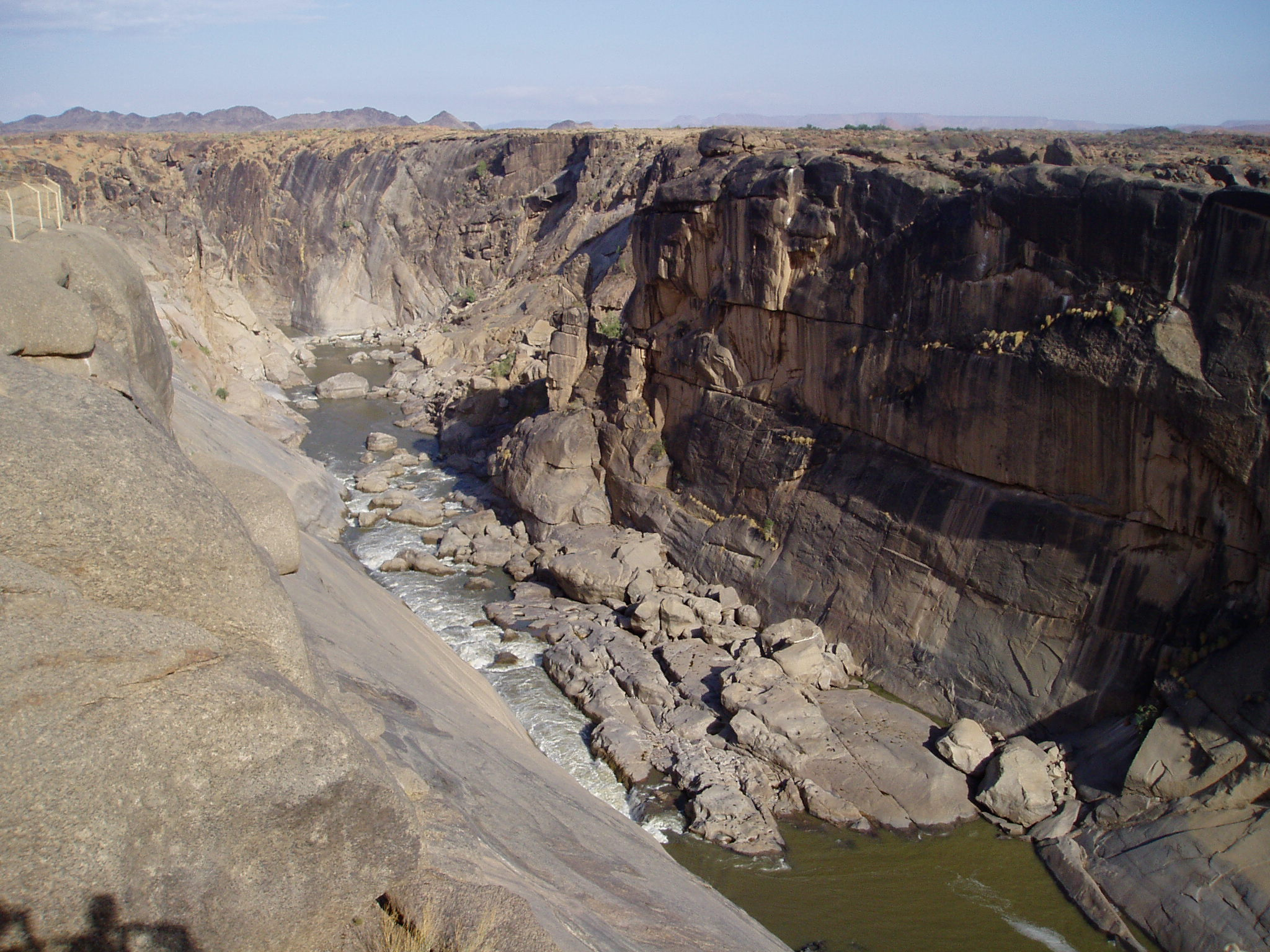
De Augrabieswaterval nabij Upington.
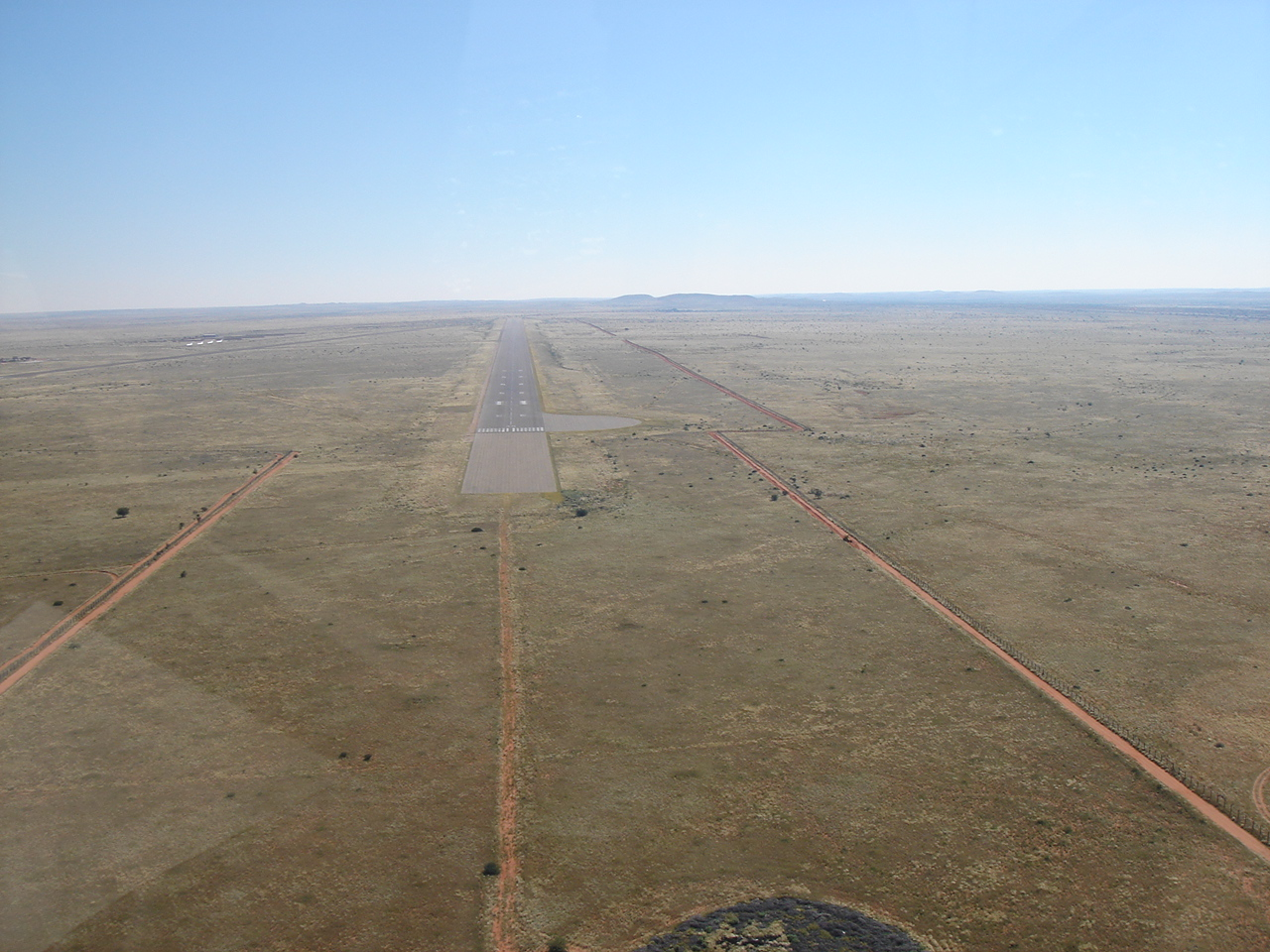
Start/landingsbaan van 4900 m.
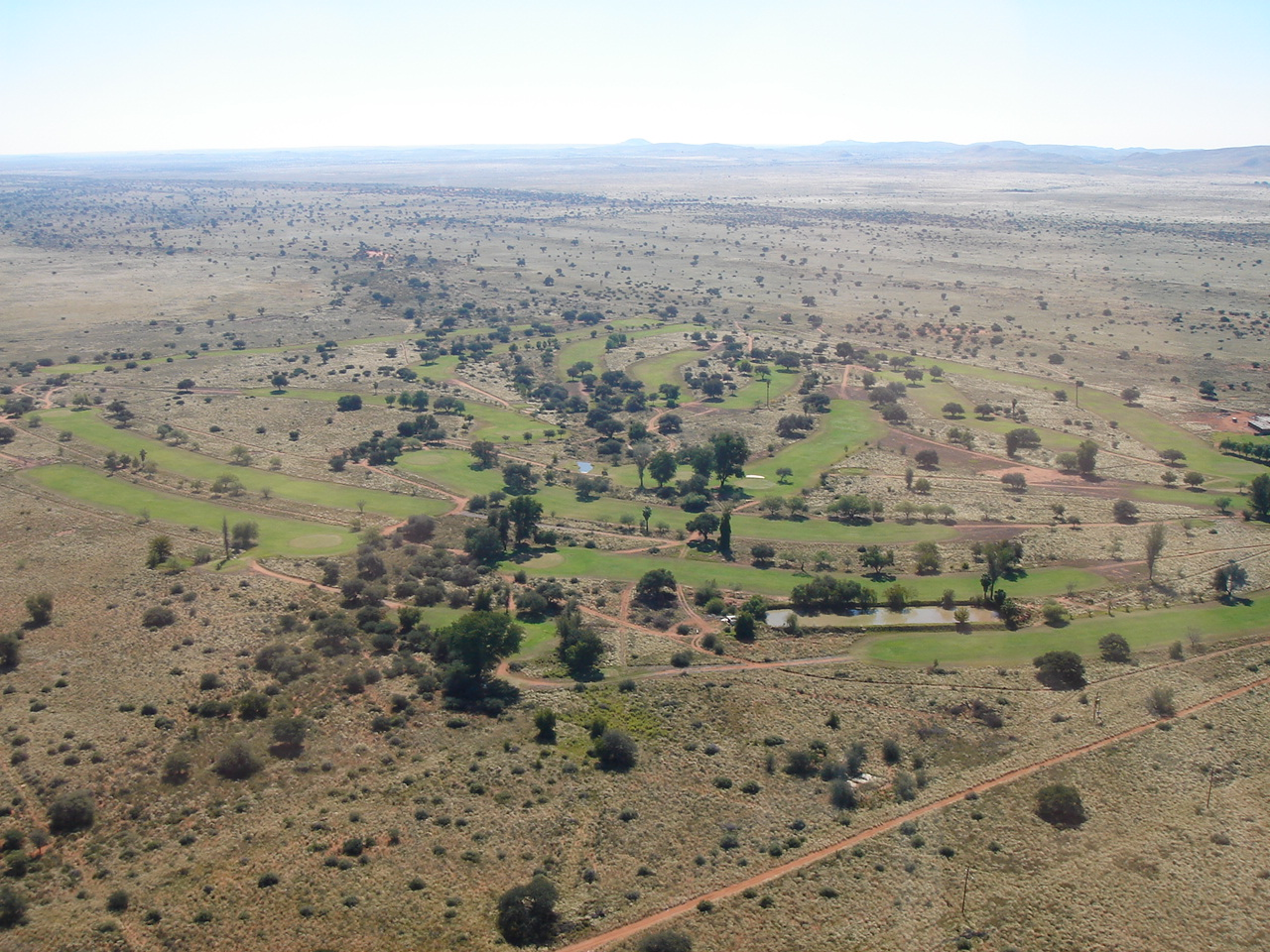
Upingtonse golfbaan.
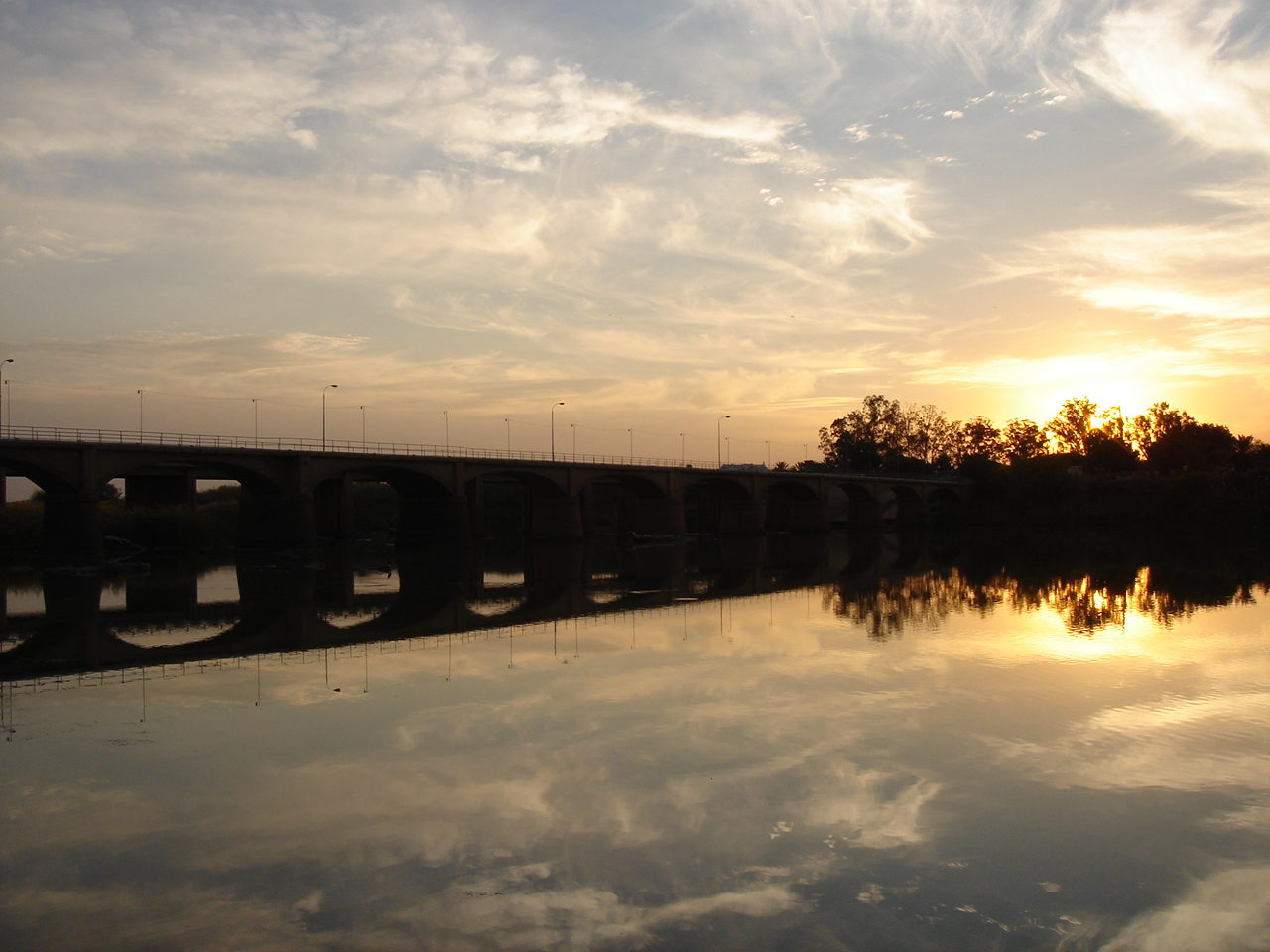
Uitzicht vanaf "Die Eiland"-vakantieoord.